# FN:s ekonomiska kommission för Europa
Ekonomiska kommissionen för Europa, som ofta förkortas ECE (av det engelska namnet Economic Commission for Europe), är Förenta nationernas ekonomiska kommission för Europa. Det är ett av fem regionala organ under Ekonomiska och sociala rådet.
ECE har sitt säte i Genève, Schweiz. Ordförande är Olga Algayerova.
ECE:s huvudarbetsområden är
- Ekonomiskt samarbete
- Miljö
- Landanvändning
- Statistik
- Förnyelsebar energi
- Tekniskt samarbete
- Skogar och trä
- Handel
- Transport (systemet med Europavägar sköts av ECE)